# コープおおさか病院
コープおおさか病院(コープおおさかびょういん)は、医療福祉生活協同組合おおさかが大阪府大阪市鶴見区鶴見に設置する病院。

## 概要
救急告示病院（二次救急）。一般急性期病棟58床、地域包括ケア病棟54床、回復期ケア病棟54床を備える。社会福祉法に基づく無料低額診療事業を実施している。公益財団法人日本医療機能評価機構認定病院。全日本民主医療機関連合会（民医連）に加盟している。

## 沿革
(この節の出典)
- 1949年4月 - 「上二診療所」(大阪市南区北桃谷）開設。
- 1950年 - 「上二病院」(38床）となる。
- 1970年3月 - 中央区上町に新築移転、111床となる。
- 1978年12月 - 第2期工事
- 1989年4月 - 「うえに病院」に名称変更。
- 2000年4月 - 大阪中央医療生活協同組合と城東鶴見保健生活協同組合、生野医療生活協同組合、旭医療生活協同組合が合併し「生活協同組合ヘルスコープおおさか」が誕生。合併最初の最大の事業として、老朽化が進むうえに病院を移転し、現在地に「コープおおさか病院」を建設することとした。
- 2002年12月 - 166床の病院として開設。

## 診療科
(この節の出典)
- 内科
- 消化器内科
- 外科
- 泌尿器科
- 整形外科
- リウマチ科
- リハビリテーション科
- 眼科
- 小児科
- 歯科
- 肛門外科
- 皮膚科

- 婦人科
- 消化器外科
- 神経内科
- 循環器内科
- 心療内科
- 精神科
- 呼吸器内科
- 麻酔科
- 放射線科
- 腎臓内科

## 医療機関の指定
(この節の出典)
- 保険医療機関
- 労災保険指定病院
- 生活保護法指定病院（中国残留邦人等の円滑な帰国の促進並びに永住帰国した中国残留邦人等及び特定配偶者の自立の支援に関する法律（平成六年法律第三十号）に基づく指定医療機関を含む。）
- 臨床研修病院
- 結核指定病院
- 原子爆弾被害者一般疾病医療取扱病院
- 無料低額診療事業実施医療機関
- 身体障害者福祉法指定医の配置されている医療機関
- 在宅療養支援病院
- 公害医療機関
- 救急告示病院（二次救急）[1]
- 公益財団法人日本医療機能評価機構認定病院[3]

## 特徴
- 病院の理念により、差額ベッド料（個室料）を徴収していない[6]。

## 交通アクセス
- Osaka Metro長堀鶴見緑地線「今福鶴見駅」より徒歩4分[7]

## 周辺
- 一般社団法人大阪市鶴見区医師会[7]
- イオンモール鶴見緑地[7]